# جزيرة سالسيت
جزيرة سالسيت  ( بلإنجليزية: Salsette Island ) هي جزيرة في تقسيم كونكان لولاية ماهاراشترا على الساحل الغربي للهند. تُعرف إدارياً باسم مومباى الكبرى ومنطقة مدينة مومباى ومنطقة ضواحي مومباى وميرا بهاياندر وجزء من ثين ، وتقع بداخلها ، مما يجعلها ذات كثافة سكانية عالية وواحدة من أكثر الجزر كثافة سكانية في العالم.